# Jenji Kohan
Jenji Leslie Kohan is een Amerikaans regisseur, scenarioschrijver en uitvoerend producent. Ze is bekend als bedenker van Weeds en Orange Is the New Black.

## Levensloop
Kohan werd geboren in Los Angeles, Californië, als de dochter van romanschrijver Rhea Kohan en van schrijver, producer en componist Alan Kohan. Kohan heeft twee oudere broers, Jono en David.

## Carrière
De eerste show die Kohan produceerde was Fresh Prince of Bel-Air.

## Prijzen
Kohan heeft negen Emmy Awards nominaties ontvangen. Zij ontving haar eerste nominatie voor Weeds in 2009, voor Outstanding Comedy Series. Ze werd genomineerd voor een Producers Guild of America Award in 2007, en twee Writers Guild of America Awards.

## Persoonlijk leven
Kohan is getrouwd met auteur en freelance journalist Christopher Noxon. Ze hebben drie kinderen.

## Filmografie
- 1994: The Fresh Prince of Bel-Air – schrijver
- 1996: Boston Common – schrijver
- 1996–1999: Tracey Takes On... – schrijver, producent
- 1997: Mad About You - producent, schrijver
- 1998: Sex and the City – schrijver
- 2000: Gilmore Girls – producent, schrijver
- 2002: Will & Grace – schrijver
- 2002: My Wonderful Life – schrijver, uitvoerend producent
- 2004: The Stones – schrijver, uitvoerend producent
- 2005–2012: Weeds – bedenker, schrijver, uitvoerend producent
- 2009: Ronna & Beverly – schrijver, uitvoerend producent
- 2010: Tough Trade - bedenker, schrijver, uitvoerend producent
- 2013–heden: Orange Is the New Black – bedenker, schrijver, uitvoerend producent

- Bibliothèque nationale de France: cb14111129b (data)
- Gemeinsame Normdatei: 1085180166
- International Standard Name Identifier: 0000 0000 4682 6757
- Library of Congress Control Number: no2008186321
- Nationale Bibliotheek van Tsjechië: xx0170675
- Nederlandse Thesaurus van Auteursnamen: 376270764
- Système universitaire de documentation: 144130556
- Virtual International Authority File: 51521483
- WorldCat: E39PBJxRyj8dy6VjpxTDpr4cyd